# Кембел (Охајо)
Кембел (енгл. Campbell) град је у америчкој савезној држави Охајо.

## Демографија
По попису из 2010. године број становника је 8.235, што је 1.225 (-12,9%) становника мање него 2000. године.
| Група             | 2000.         | 2010.         |
| Белци             | 6.710 (70,9%) | 5.016 (60,9%) |
| Афроамериканци    | 1.579 (16,7%) | 1.748 (21,2%) |
| Азијати           | 20 (0,2%)     | 34 (0,4%)     |
| Хиспаноамериканци | 1.038 (11,0%) | 1.302 (15,8%) |
| Укупно            | 9.460         | 8.235         |